# La moglie in bianco... l'amante al pepe
La moglie in bianco... l'amante al pepe è un film del 1981 diretto da Michele Massimo Tarantini.

## Trama
Trani. Peppino Patanè, dentista appartenente a una nobile famiglia di donnaioli, e la moglie, donna fragile e piagnucolosa, attendono l'arrivo del figlio Gianluca di ritorno da un viaggio a Londra. Peppino trova il figlio molto cambiato e poco dopo il ritorno di questi si diffonde la diceria che il giovane sia omosessuale.
Calogero Patanè, nonno di Gianluca e padre di Peppino, scopre che il nipote ha delle riviste con uomini seminudi e, deducendone l'omosessualità, viene colpito da un infarto che lo costringe a cambiare il testamento sul letto di morte. Qualche minuto prima di morire, Calogero chiama il figlio per informarlo sull'omosessualità del nipote, ma non fa in tempo a dirlo e muore.
Durante il funerale, Carmelina, la cameriera di casa Patanè, diffonde la notizia dell'omosessualità del figlio di Peppino. In breve tempo tutto il paese ne è a conoscenza. Durante la lettura del testamento si scopre che tutta l'eredità andrà a Peppino a patto che il figlio si sposi e abbia un figlio entro un anno esatto dalla sua morte, altrimenti l'eredità passerà a Linda, la sorella di Peppino che l'uomo odia profondamente, in quanto è una donna di facili costumi che anni addietro riuscì a ottenere dal padre 220 milioni di lire per costruire un albergo a Taranto.
Peppino, convinto che si tratti di un compito facile, scopre dalla sua amante l'omosessualità del figlio. Accecato dalla rabbia ordina a Carmelina di portargli la posta e vede che ha ricevuto delle missive offensive contro il figlio ed è oggetto di vessazioni dalla gente del paese. Peppino decide di metterlo alla prova, mandandolo con una scusa a prendere le cartucce per il suo fucile dalla sua amante che possiede un'armeria. Proprio quando il ragazzo inizia a ricambiare le avances della donna, all'improvviso rientra il marito, e Gianluca è costretto a scappare dal balcone.
Sconfortato, Peppino decide di chiedere aiuto al suo amico d'infanzia don Fefè, parroco del paese, che gli manda Sonia, una signorina inizialmente poco avvenente come assistente per il suo studio dentistico, ma presto scoprirà che è una bella donna, alta e formosa, adatta per suo figlio. Ben presto viene annunciato il fidanzamento tra Gianluca e Sonia e Peppino finalmente può mettere a tacere tutte le malelingue. Dopo poco tempo i due finalmente si sposano; al termine della festa Gianluca e Sonia si preparano alla prima notte di nozze ma Gianluca è stanco e ubriaco. Peppino, per spronarlo, mette una cassetta con i rumori della Seconda Guerra Mondiale, affinché il figlio reagisca agli spaventi.
Il giorno dopo i due partono per il viaggio di nozze a Taranto. Peppino, preoccupato per un possibile boicottaggio del matrimonio del figlio, li segue di nascosto. Linda infatti aveva già presentato a Sonia il figlio "cadetto" Piero, incaricato di far saltare il matrimonio, ma Peppino riesce a scongiurare il piano della sorella e alla fine Gianluca e Sonia diventano genitori di un bambino. L'eredità del padre finisce a lui. Peppino presenta quindi a tutto il paese suo nipote, e proprio in quel momento si accorge che il figlio sta ammiccando ad un uomo.

## Produzione
Il film è girato in prevalenza a Trani (il palazzo di Patanè è Palazzo Bianchi, in via Arcangelo Prologo 23) e a Taranto. Alcuni interni del film (giardino pensile, sala della musica) sono stati girati a Trani presso il Palazzo Baronale Broquier-D'Amelj. Particolarità del film sarà la partecipazione del barone stesso, Francesco Broquier-d'Amelj, nelle vesti di notaio. La pellicola segna il debutto cinematografico di Pamela Prati, futura soubrette televisiva di successo.

## Distribuzione
Il film fu distribuito in Italia il 12 febbraio 1981.